# Carlos Humberto Romero
Carlos Humberto Romero Mena (Chalatenango, 1924. február 29. – San Salvador, 2017. február 27.) salvadori politikus.
1972 és 1973 között védelmi miniszter volt. 1975. július 30-án egyetemi hallgatók tüntetését oszlatták fel. Az erőszakos oszlatás több száz halálos áldozatot követelt, amiért Romerót felelősség terhelte. 1977-ben választási csalással lett az ország köztársasági elnöke. Elnöksége alatt folytatódott az állami erőszak az országban. 1979 októberében puccsal eltávolították a hatalomból és Guatemalába száműzetésbe kényszerült, ahonnan csak évek múlva térhetett haza.